# Dzień Służby Zagranicznej
Dzień Służby Zagranicznej – święto polskiej służby zagranicznej, obchodzone corocznie 16 listopada, w rocznicę wysłania przez Józefa Piłsudskiego pierwszej depeszy zagranicznej do przywódców państw świata, informującej o powstaniu niepodległego państwa polskiego, ustanowione decyzją Ministra Spraw Zagranicznych Radosława Sikorskiego w 2009 jako uznanie osiągnięć ostatniego dwudziestolecia i roli dyplomacji w budowaniu pozycji Polski na arenie międzynarodowej.
Do ustanowienia Dnia Służby Zagranicznej RP doprowadził Dyrektor Protokołu Dyplomatycznego MSZ Mariusz Kazana.
W ramach obchodów święta w 2009 i 2010 zorganizowano imprezy otwarte dla publiczności.
W 2010 w ramach obchodów odbyły się także uroczystości wręczenia orderów państwowych i odznak honorowych osobom zasłużonym dla służby zagranicznej.
W Dzień Służby Zagranicznej wręczane są także nagrody im. Andrzeja Kremera – „Konsul Roku”.
Z okazji Dnia Służby Zagranicznej 16 listopada 2011 prezydent Polski Bronisław Komorowski wręczył odznaczenia państwowe wieloletnim dyplomatom i pracownikom Ministerstwa Spraw Zagranicznych, m.in. Jackowi Najderowi i Bogusławowi Winidowi.